# Jagdstaffel

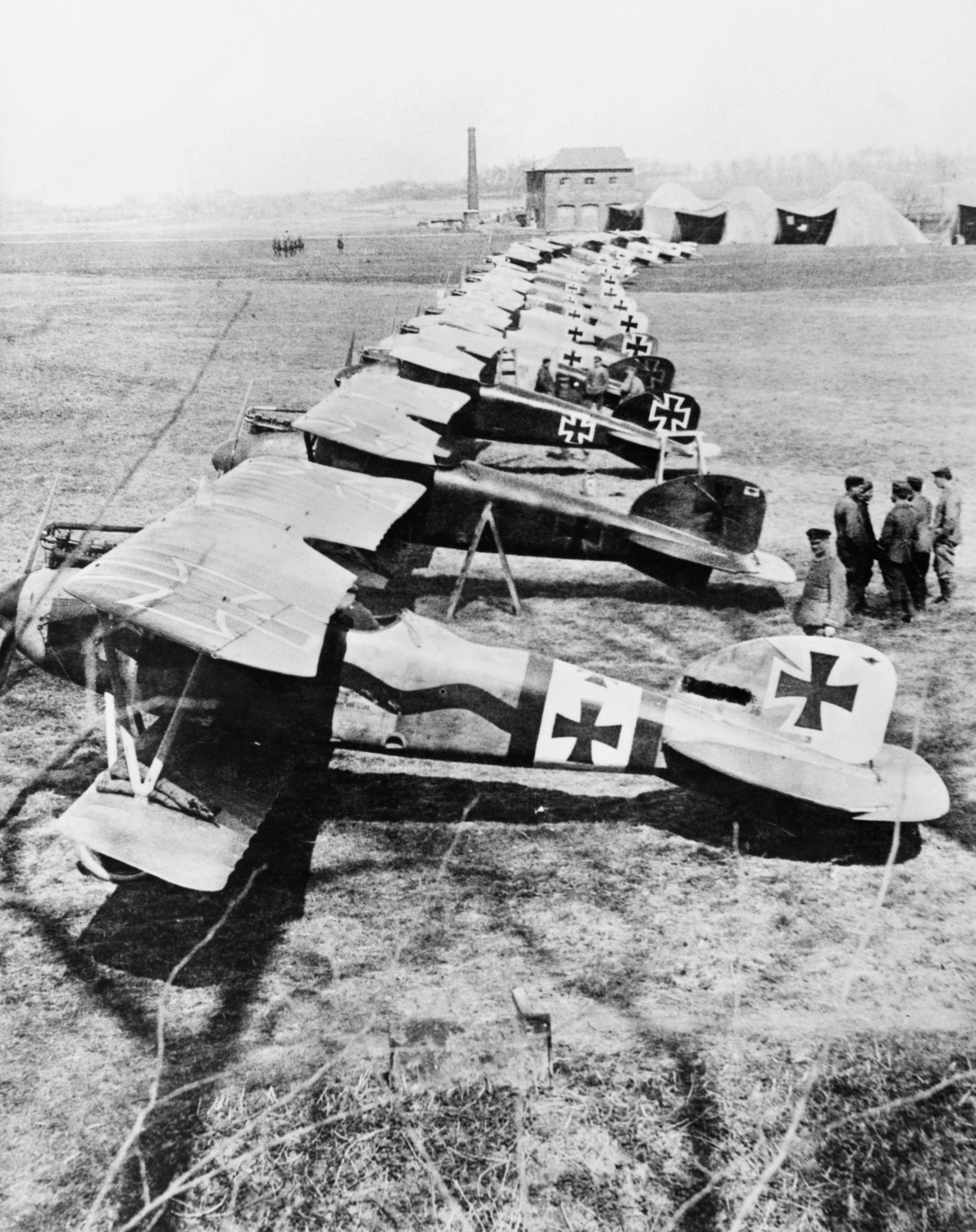
Varios Albatros D.III alineados, en 1917.

Un Jagdstaffel  - en alemán: Escuadrón de combate, abreviado popularmente como "Jasta" - era un formación de aeroplanos estructurada como escuadrón de combate de la Fuerza Aérea Alemana, (en alemán: Deutsche Luftstreitkräfte) durante la Primera Guerra Mundial (1914-1918).

## Antecedentes
Antes de abril de 1916, Fuerza Aérea Alemana, la  Luftstreitkräfte, que se había establecido en 1912 como el servicio de aviación del Ejército Imperial Alemán, se organizó en pequeñas unidades o destacamentos (FFA). Los primeros bombardeos especializados y unidades de apoyo cercano comenzaron a formarse durante 1915. Los FFA estaban vinculados y subordinados al Ejército.

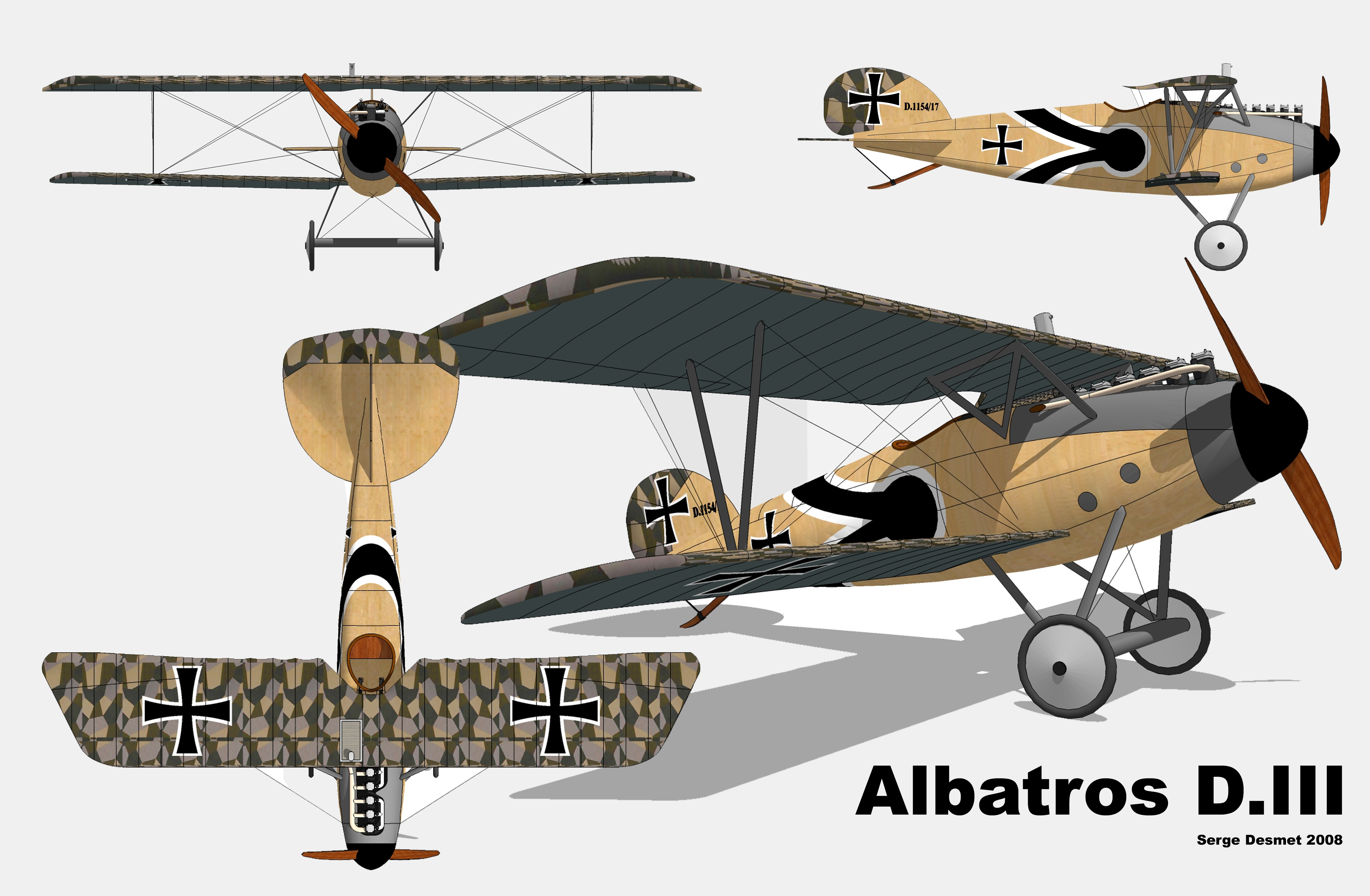
Un Albatros D.III desde varios ángulos

A finales de la primavera de 1915, los primeros aviones de caza alemanes se expedían en pequeños números al FFA. Durante este periodo de tiempo, su función era la de servir como protección para las misiones de reconocimiento que eran el deber principal del Luftstreitkräfte. Pilotos como Kurt Wintgens, Max Immelmann y Oswald Boelcke fueron pioneros en el uso del Fokker Eindecker (tipo de monoplano monoplaza) para combatir, pero no fue hasta un año después cuando las primeras unidades de combate especializadas se unieran a la Luftstreitkräfte. Ya en febrero de 1916, se dieron los primeros pasos hacia unidades de vuelo que fueran de combate donde solo hubiera un piloto-atacante por nave.
Los aviones de combate ya en servicio y sus pilotos fueron separados en distintas unidades de la FFA, y la vez, dentro de cada unidad, se les organizó en parejas y cuartetos en lugares importantes y estratégicos. Estos destacamentos de la Fuerza Aérea Alemana, o Luftstreitkräfte, se formaron en Vaux, Avillers, Jametz, Cunel y otros lugares a lo largo del Frente Occidental. El uso de estos aviones de combate, no fue bienvenido universalmente, ni trajo éxito inmediato. En abril de 1916, la superioridad aérea establecida por los pilotos del "Azote Fokker" había desaparecido hace tiempo y se estaba dando paso a los cazas Fokker D.III y Halberstadt D.II

## Historia
Después de la Batalla de Verdún, durante la cual el lado alemán perdió la superioridad aérea construida sobre el Frente Occidental durante el llamado Fokker-Scourge (Azote Fokker) y como resultado del rendimiento superior del Royal Flying Corps (RFC) y el francés Aéronautique Militaire durante la Batalla del Somme, el servicio aéreo alemán fue reorganizado, ampliado en gran medida y rebautizado el Deutschen Luftstreitkräfte (Servicio Aéreo Alemán) que refleja un grado mucho mayor de autonomía, aunque siguió siendo parte integrante del ejército y adquirió un número y variedad mucho mayor de unidades especializadas, incluyendo Jagdstaffeln (escuadrones de combate), las primeras unidades de caza monoplaza alemanas.

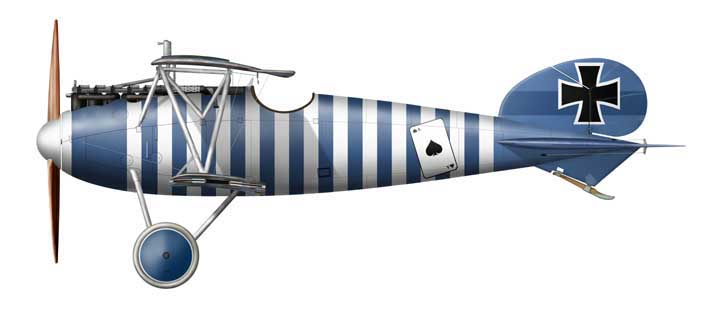
Albatros D.V, Jasta 79

Se estableció un objetivo que consistía en crear 37 nuevos escuadrones en los siguientes 12 meses, aviones de combate de un solo asiento y tripulados por pilotos, sometidos a unas pruebas para medir sus aptitudes. De esta manera, se seleccionaba y entrenaba a los más aptos, para contrarrestar los éxitos de los escuadrones de combate aliados operados por la RFC (ejército británico) y el ejército aeronautico francés.
En septiembre, el escuadrón comenzó a recibir a los primeros combatientes Albatros D.I, que crearon la superioridad aérea alemana de la primera mitad de 1917. Uno de los pilotos con más experiencia (Boelcke) murió en una colisión aérea el 28 de octubre, pero sus tácticas, especialmente la formación de vuelo, conocida como la Dicta Boelcke. Varios pilotos de Jasta 2 entrenados por este piloto, Boelcke, se convirtieron en líderes de combate, en particular Manfred von Richthofen, más conocido como “el Barón Rojo”, quien acabó teniendo una carrera militar muy prolífica durante la Primera Guerra Mundial.
En abril de 1917, los Jagdstaffeln restablecieron la superioridad aérea en el frente occidental (conocido como abril sangriento y todavía considerado como el período más desastroso en la historia de la aviación militar británica). Este ascenso no iba a durar, ya que los nuevos combatientes aliados (más famoso, el Royal Aircraft Factory S.E.5, el Sopwith Camel y el SPAD S.XIII).
Debido al éxito, se les dio muy buena publicidad a los pilotos de combate alemanes, que dirigían un Jagdstaffel. El "culto” que se les profesaba a nivel social a los “as de la aviación” (aviador militar que haya derribado cinco o más aviones) rápidamente estableció el estatus de sus escuadrones como unidades de élite, que se asoció con los reinos del Imperio Alemán. La mayoría de los Jagdstaffeln (finalmente alrededor de 67 de ellos) fueron considerados para ser prusianos mientras que otras tales unidades fueron asociadas con Baviera, Sajonia y Württemberg.

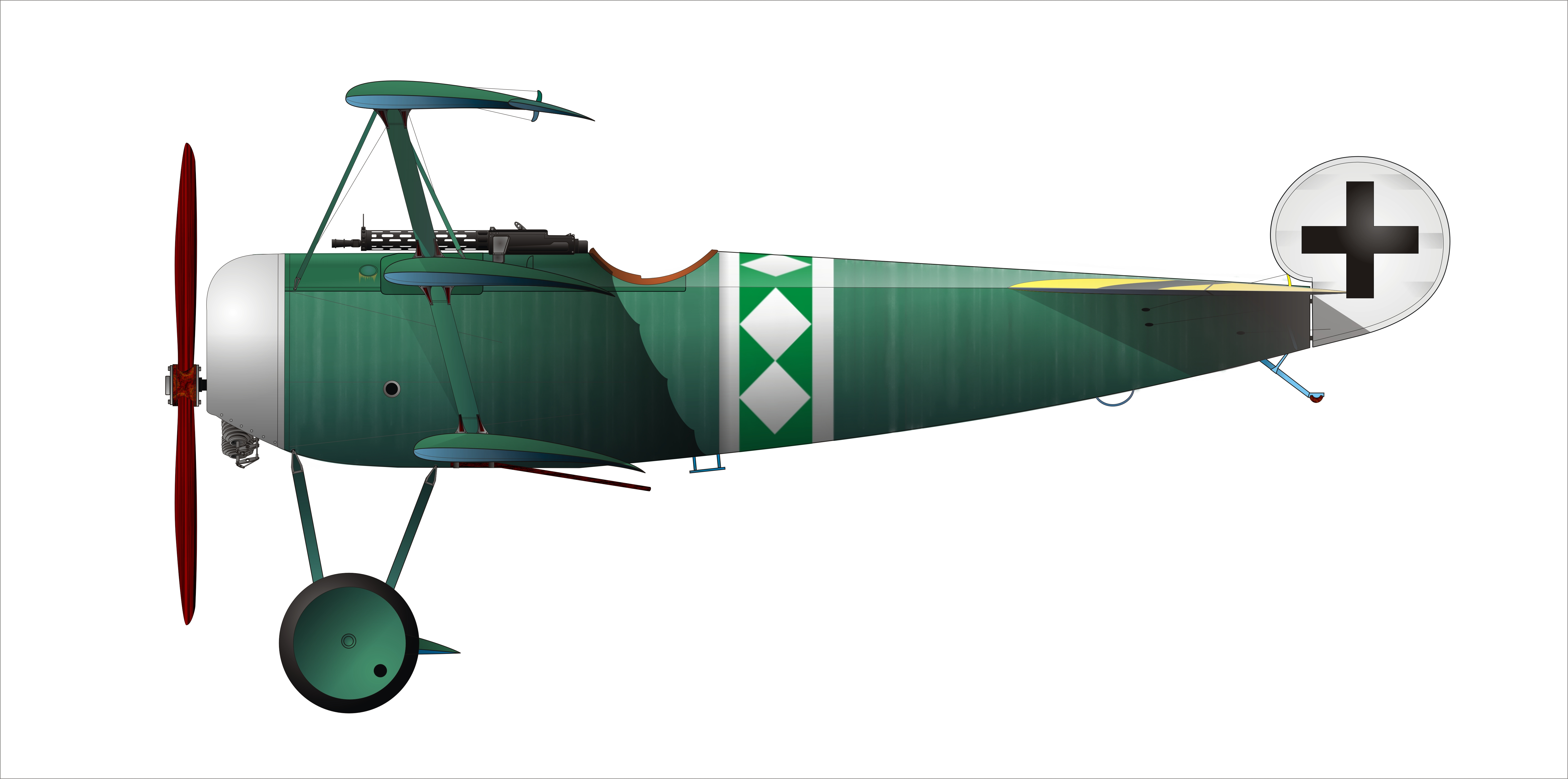
Jasta 19

Para obtener una superioridad aérea, se establecieron unidades de combate más grandes, compuestas por varios Jagdstaffeln, conocidos como Jagdgeschwader y Jagdgruppen.
El más famoso de estas unidades fue Jagdgeschwader 1 compuesto por Jagdstaffeln 4, 6, 10 y 11, comandado por Manfred von Richthofen hasta su muerte. En marzo de 1918, había 80 Jagdstaffeln en la Luftstreitkräfte (Fuerza Aérea Alemana).

## Acabados y descripción física
Estos aviones alemanes, salían de la fábrica común acabado estándar, aunque tenían ligeras diferencias de un fabricante a otro. El barniz claro cubría las superficies de madera, que formaban el chasis del avión, cambiaron en 1916 por el camuflaje.
Los pilotos repintaron sus aviones de caza como les placía. En enero de 1917, cuando se hizo cargo de Jasta 11, Manfred von Richthofen lo celebró pintándolo de rojo y su escuadrón siguió su ejemplo, pintando al menos parte de sus máquinas de color rojo.
Otros Jagdstaffeln se adoptaron a la moda hasta el punto que pocos combatientes volaron con el acabado de los fabricantes. A veces se siguió unos esquemas de color o estilo dentro de un escuadrón, decorados con colores similares o con motivos similares, pero en general la preferencia personal iba por encima de la grupal, por ello los aviones, estaban cada uno decorado de una manera distinta. Más de un piloto cayó en la cuenta de que pintado de color caqui, se distinguían más fácilmente de los combatientes del RFC, por ejemplo.

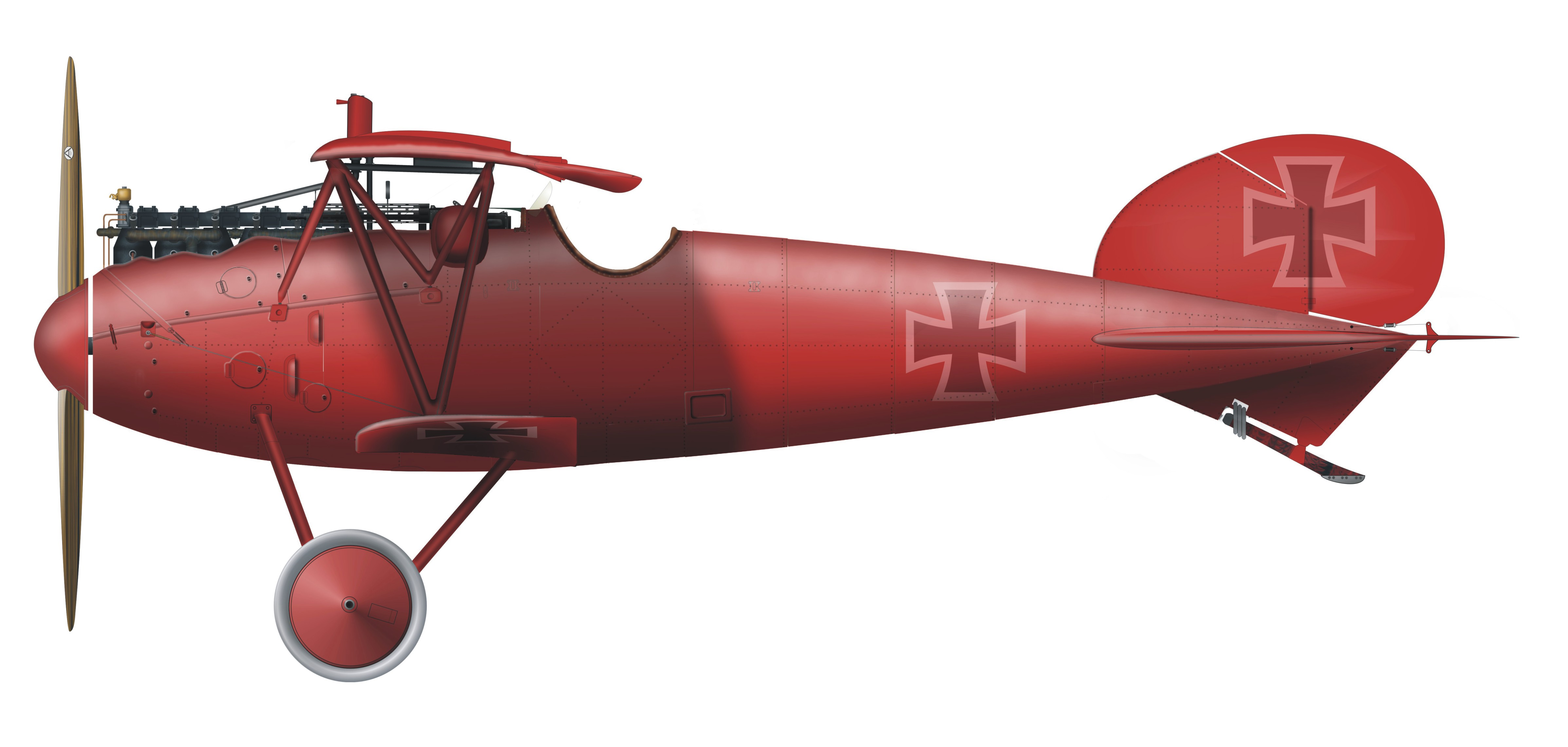
Albatros D.V, de color rojo, de Manfred von Richthofen